# 여체화
여체화(女體化)는 2차 창작물에서 남성 캐릭터를 여성으로 변화시키는 것을 말한다. 만화, 애니메이션 등에서 등장하는 남성 캐릭터끼리의 관계를 동성애적으로 2차 창작한 것을 야오이라고 부르지만, 넓은 의미에서의 야오이계 2차 창작은 남녀의 성애이나 여성끼리의 동성애를 그린 작품도 포함되는 등의 다양성이 있다. 그리고 그 중에는 원작의 남성 캐릭터를 여성으로 변화시켜 상대 캐릭터와의 성애를 표현한다.

## 같이 보기
- 활동적 여성화